# Erykah Badu
Pour les articles homonymes, voir Badu.
Erykah Badu, née Erica Abi Wright le 26 février 1971 à Dallas, Texas, est une chanteuse américaine.

## Carrière
Elle commence sa carrière musicale à l'école avec un duo rap sous le pseudo de MC Apples. Rentrée à l'université d'État de Grambling en Louisiane, elle prend la décision en 1993 de se consacrer à plein temps à la musique. De retour à Dallas elle crée avec son cousin le groupe hip hop Erykah Free. Par la suite, elle fait les premières parties de A Tribe Called Quest, Method Man, Arrested Development et D'Angelo avec Tim Grace.
En 1997, elle quitte Dallas pour aller à New York enregistrer son premier album solo, Baduizm.
La même année, elle donne naissance à son premier enfant, Seven, dont le père est André Benjamin du groupe OutKast.
Elle sort ensuite son deuxième album, Live, reprenant des morceaux de Baduizm en concert et des nouvelles chansons comme I'll Be The Moon et Tyrone.
En 1998, elle obtient un rôle important (la magicienne Queen Mousette) dans le film Blues Brothers 2000 de John Landis.
En 1999, elle chante sur  You Got Me une chanson du groupe de hip-hop The Roots, la chanson rencontre un large succès commercial aussi bien aux États-Unis que dans le reste du monde.
En 2000, elle collabore avec le rappeur Guru, sur l'album Jazzmatazz, Vol. 3: Streetsoul, où elle chante en duo avec ce dernier sur le morceau Plenty.
Erykah Badu donne naissance à son deuxième enfant en 2004, Puma Rose Sabti, fille qu'elle a eue avec le rappeur américain The D.O.C..
En 2008 elle sort son quatrième album, New Amerykah Part One (4th World War), dont le premier extrait est le titre Honey.
Le 1er février 2009 naît son troisième enfant, Mars Merkaba, fruit de son union avec Jay Electronica.
En mars 2010 est sorti son cinquième album New Amerykah Part Two (Return of the Ankh), lancé par le single Window Seat. Le clip de ce morceau a déclenché une polémique aux États-Unis, car on y voit Erykah Badu traverser les rues de la ville de Dallas, en s'effeuillant au fur et à mesure de la chanson. Les photos d'Erykah Badu nue ont fait le tour de la toile et la chanteuse a été poursuivie par les autorités de la ville.

## Discographie

### Albums studio
- 1997 : Baduizm
- 2000 : Mama's Gun
- 2003 : Worldwide Underground
- 2008 : New Amerykah Part One (4th World War)
- 2010 : New Amerykah Part Two (Return of the Ankh)
- 2015 : But You Caint Use My Phone (en)

### Albumlive
- 1997 : Live

### Singles
- 1997 : On & On
- 1997 : Next Lifetime
- 1997 : Otherside of the Game
- 1997 : Apple Tree
- 1997 : Tyrone
- 1999 : Southern Girl ft. Rahzel
- 1999 : You got me ft. The Roots
- 2000 : Bag Lady
- 2000 : Plenty feat Guru
- 2000 : Didn't Cha Know
- 2001 : Cleva
- 2002 : Love of My Life (An Ode to Hip-Hop)
- 2003 : Danger
- 2004 : Back in the Day
- 2008 : Honey
- 2010 : Jump In The Air  ft. Lil Wayne et Bilal
- 2010 : Window Seat
- 2011 : Gone Baby, Don't Be Long

## Filmographie
- 1998 : Blues Brothers 2000 de John Landis : Queen Moussette
- 1999 : L'Œuvre de Dieu, la part du Diable de Lasse Hallström : Rose Rose
- 2006 : House of D de David Duchovny : Lady Bernadette
- 2015 : Hand of God de Ben Watkins : April
- 2019 : Ce que veulent les hommes (What Men Want) de Adam Shankman : Sister